# Уртадо де Мендоса-и-Мендоса, Луис
Луис Уртадо де Мендоса-и-Мендоса (исп. Luis Hurtado de Mendoza, IV marqués de Mondéjar; 1543, Гранада — 4 ноября 1604, Вальядолид) — испанский дворянин, военный и дипломат, 4-й маркиз де Мондехар и 5-й граф де Тендилья (1580—1604), генерал-капитан Гранады и губернатор Альгамбры.

## Биография
Родился в 1543 году в Гранаде. Старший сын Иньиго Лопеса де Мендосы (1512—1580), 3-го маркиза де Мондехар (1566—1580), сына Луиса Уртадо де Мендоса-и-Пачеко (1489—1566), 2-го маркиза де Мондехара (1515—1566), и Марии де Мендоса-и-Арагон, дочери 4-го герцога Инфантадо, Иньиго Лопеса де Мендоса-и-Пиментеля. Он был инициирован своим отцом в письмах и гуманитарных науках, и завершил свое обучение, посещая двор инфанта Карлоса, старшего сына короля Филиппа II.
В 1560 году ему пришлось откликнуться на призыв отправиться в королевство Гранада и заменить Иньиго Лопеса, своего отца, на должностях и обязанностях, которые он там занимал. В 1562 году последний вернулся из Рима и просил короля, ввиду оказанных им услуг и расходов, вызванных его пребыванием там, а также хорошего управления, которое его сын осуществлял в Гранаде, предоставить ему владения, которыми он владел в Королевстве Гранада. испанский монарх дал свое согласие указом от 9 марта 1562 года.
Во время Второго Альпуухарского восстания (1568—1571) Луис Уртадо де Мендоса остался в городе Гранада со всем необходимым для контроля над мавританским населением района Альбайсин. Он также командовал ротой солдат в начале Португальской войны.
В 1585 году его обвинили в убийстве своего камердинера. Несмотря на то, что он защищался, написав мемориал, он оказался узником в замке Чинчилья. Он был освобожден сразу после восшествия на престол короля Филиппа III, после просьбы его семьи и доказав ложность фактов.
После этого эпизода он не вернулся в Гранаду, а остался при королевском дворе. Там, в Вальядолиде, он и умер 4 ноября 1604 года. Его тело было перенесено в монастырь Сан-Антонио-де-Мондехар, где уже были похоронены его дед и отец.

## Семья
Луис Уртадо де Мендоса женат дважды. Его первой женой стала его двоюродная сестра Каталина де Мендоса, которая ранее была замужем за Франсиско де Мендоса, который также приходился двоюродным братом его отцу. Каталина де Мендоса была дочерью Бернардино де Мендосы, сына 1-го маркиза Мондехара и Эльвиры Каррильо де Кордова-и-Манрике. Изаз кровного родства супруги получили разрешение на брак от папы римского Пия V (28 марта 1566 года) и кардинала Карло Барромео (15 октября 1566 года). У супругов был единственный сын:
- Иньиго Лопес де Мендоса (1568—1592), 6-й граф де Тендилья.

Его второй женой стала Беатрис де Дитрихштейн и Кардона (придворная дама королевы Маргариты), дочь барона Адама де Дитрихштейна и Ниласбурга, старшего комендадора Альканьиса в Ордене Калатравы, потомственного старшего виночерпия Каринтии, старшего стюарда императора Фердинанда II и его посла при дворе Испании и Маргариты де Кардона, дамы императрицы Марии, жены Максимилиана II. Второй брак оказался бездетным.